# Alla Boetova
Alla Boetova (Russisch: Алла Александровна Бутова-Буянова) (Ivanovo, 22 januari 1950 - 24 september 2016) was een schaatsster uit de Sovjet-Unie. Ze vertegenwoordigde haar vaderland op de Olympische Winterspelen 1972 in Sapporo.

## Resultaten

### Olympische Spelen
| Jaar | Plaats  | Resultaten   |
| ---- | ------- | ------------ |
| 1972 | Sapporo | 8e 500 meter |

### Wereldkampioenschappen
| Jaar | Plaats     | Resultaten |
| ---- | ---------- | ---------- |
| 1972 | Eskilstuna | 15e Sprint |
| 1973 | Oslo       | 21e Sprint |

### USSR kampioenschappen
| Jaar | 500 m | Allround | Sprint |
| ---- | ----- | -------- | ------ |
| 1970 | -     | 9e       | 4e     |
| 1971 | -     | DNF      | 6e     |
| 1972 | -     | DNF      | Zilver |
| 1973 | 4e    | -        | 6e     |
| 1974 | -     | -        | 16e    |

## Persoonlijke records
| Afstand    | Tijd    | Datum           | Baan     |
| ---------- | ------- | --------------- | -------- |
| 500 meter  | 43,70   | 7 januari 1973  | Alma-Ata |
| 1000 meter | 1.32,36 | 9 januari 1970  | Alma-Ata |
| 1500 meter | 2.23,65 | 17 januari 1970 | Alma-Ata |
| 3000 meter | 5.06,42 | 18 januari 1970 | Alma-Ata |